# グリーンニッチ ピザ&パスタ

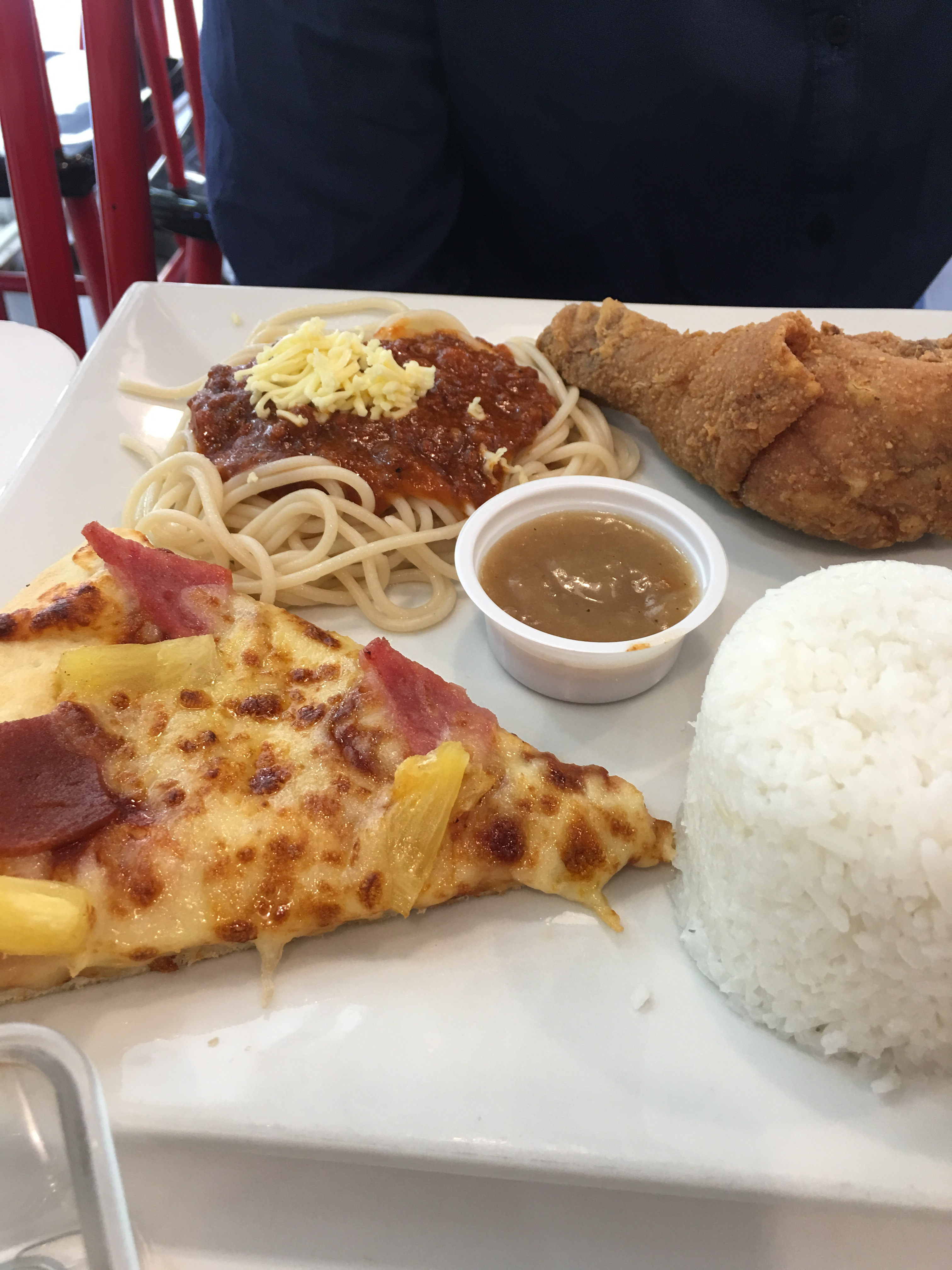
グリーンニッチのピザ（パン）とスパゲッティー（麺）とフライドチキンとライスでいずれも主食系が存在する。

グリーンニッチ ピザ&パスタ（英語: Greenwich Pizza & Pasta）とは、フィリピンのファーストフードチェーン店。単に「グリーンニッチ」や「グリーンニッチ・ピザ」とも呼ばれる。ピザとパスタのチェーンで、ジョリビーと同じくジョリビー・フード・コーポレーションによる運営である。